# Paul Baquiast
Pour les articles homonymes, voir Baquiast.
Paul Baquiast, né en 1964, est un écrivain, historien et ancien homme politique français.

## Biographie
Il est l'arrière-petit-neveu de Camille Pelletan et de Paul Denise, ainsi que l'arrière-petit-fils d'Alphonse de Nussac. Il est aussi le neveu de Jean-Paul Baquiast.

### Historien de la République et de l'École
Lauréat du Prix de la nouvelle littéraire de l'Office franco-québécois pour la jeunesse en 1989, élève des professeurs Jean Meyer et Jean-Marie Mayeur, docteur en histoire en 1995, président de l'Association des amis d'Eugène et Camille Pelletan qu'il a fondée en 1996 avec Georges Touroude, officier dans l'Ordre des Palmes académiques, Paul Baquiast est un spécialiste de l'histoire, de l'idée, de la culture et du personnel républicains, ainsi que de l'histoire de l'éducation, auxquels il a consacré une vingtaine d'ouvrages. En 2007, dans l'ouvrage qu'il a dirigé avec Emmanuel Dupuy (d) sur l'idée républicaine dans le monde, il a ouvert à Moncef Marzouki, élu par la suite président de la République tunisienne le 12 décembre 2011, une tribune annonciatrice du printemps arabe.
Paul Baquiast a dirigé, de 2005 à septembre 2012, le collège Henri-Matisse d'Issy-les-Moulineaux puis le lycée Charles-Petiet de Villeneuve-la-Garenne jusqu'en septembre 2015 avant d'être nommé proviseur du lycée Santos-Dumont de Saint-Cloud dans les Hauts-de-Seine.
Il s'est fait l'historien de ces deux derniers établissements, en exploitant leurs importantes archives et en leur consacrant deux monographies, la première à l'occasion des 70 ans du lycée Charles Petiet, la seconde à l'occasion des 50 ans du lycée Santos-Dumont.
Il a également rassemblé des témoignages sur le lycée Rabelais de Meudon, dont il est un ancien élève, à l'occasion du cinquantième anniversaire de l'établissement.
En 2020, il publie un document témoignant de l'intérieur d'un établissement scolaire sur ce qu'a été la réalité du confinement scolaire lors de la première vague de la pandémie de Covid-19 : L'École à distance, journal de bord du lycée Santos-Dumont au temps du confinement et du déconfinement, 16 mars 2020-7 juillet 2020.
Nommé proviseur du lycée Richelieu de Rueil-Malmaison à la rentrée 2021, il rassemble en 2024 un recueil de nombreuses sources d'archives permettant de préparer le 60e anniversaire du lycée qui est célébré en 2025.
En 2021, il publie avec Bertrand Sabot, aux éditions du Félin, la première biographie d' Emmanuel Arago, l'un des pères fondateurs de la République en France : Emmanuel Arago, ou le roman de la République.
En 2022, il publie et introduit, avec Bertrand Sabot, l'édition critique de la correspondance entre George Sand et Emmanuel Arago, préfacé par le grand spécialiste sandien, Thierry Bodin.
En 2024, il publie, avec Bertrand Sabot à nouveau, une biographie de Jules Ferry dont la principale nouveauté consiste à présenter et analyser, ce qui n'avait jamais été fait jusqu'alors, les mémoires lumineuses ou noires attachées à son nom.
À la rentrée 2024, il est nommé proviseur du lycée Michelet de Vanves.

### Romancier
En 2014 parait son premier roman, librement inspiré de l'histoire de l'amnistie des communards et des amours de Juliette Philippe et Camille Pelletan : Les Cerisiers de la Commune.

### Engagement politique
Il a été successivement membre de la direction du Parti radical de gauche (PRG), secrétaire général de l'Union des républicains radicaux (U2R), puis membre du Conseil national de La Gauche moderne.

## Publications
- Quelques nouvelles, Goâbnu éditions, 1988
- Les Aventures statuaires d'Eugène Pelletan, in En une ville ouverte, L'instant même, L'Atelier du guet, 1990
- Une dynastie de la bourgeoisie républicaine : les Pelletan, L'Harmattan, 1996. Thèse de doctorat d'histoire sous la direction du professeur Jean-Marie Mayeur
- Les Poèmes secrets de Camille Pelletan, Maison de poésie, 1996. Édition critique établie, présentée et annotée par Paul Baquiast
- La Mer au temps des Pelletan, AECP, 1998 (sous la direction de Paul Baquiast)
- L'Âge d'or des républicains (1863-1914), L'Harmattan, 1998. (sous la direction de Paul Baquiast)
- La Troisième République (1870-1940), L'Harmattan, 2002. Préface d'Émile Zuccarelli, député-maire de Bastia, ancien ministre
- Richesse et diversité de la République en France : les républicains atypiques du XIXe siècle, Edimaf, 2003 (sous la direction de Paul Baquiast et Pierre Mollier)
- Deux siècles de débats républicains (1792-2004), L'Harmattan, 2004. (sous la direction de Paul Baquiast)
- L'Idée républicaine en Europe (XVIIIe – XXIe siècles), L'Harmattan, 2007. (sous la direction de Paul Baquiast et Emmanuel Dupuy, préface d'André Bellon, ancien président de la commission des affaires étrangères de l'Assemblée nationale)
- L'Idée républicaine dans le monde (XVIIIe – XXIe siècles), L'Harmattan, 2007. (sous la direction de Paul Baquiast et Emmanuel Dupuy)
- Législatives 1906 : une campagne électorale à la Belle Époque, L'Harmattan, 2009. Correspondance électorale du candidat Camille Pelletan et de son épouse (avril-mai 1906), édition critique établie, présentée et annotée par Paul Baquiast.
- L'album Juliette : bohème artistique et politique au début de la Troisième République, édition critique établie, présentée et annotée par Paul Baquiast. L'Harmattan, 2011.
- Les Cerisiers de la Commune, L'Harmattan, 2014
- Ce monde qui vient: sciences, matérialisme et posthumanisme au XXIe siècle (Jean-Paul Baquiast), préface, L'Harmattan, 2014
- Éléments d histoire de l'enseignement professionnel en France (sous la direction de Paul Baquiast), préface de Pierre-Yves Duwoye, recteur de l'académie de Versailles et Patrick Cholton, président de la fédération française de la carrosserie, lycée Charles Petiet, 2014
- Le lycée Santos-Dumont, 1967-2017 : promenade à travers 50 ans d'histoire de l'enseignement professionnel et technologique, Lycée Santos-Dumont, 2016. 2e édition revue et augmentée, 2018.
- 1968/2018 : souvenirs de Rabelaisiens - contribution à l'histoire et à la mémoire de la Cité Scolaire Rabelais (sous la direction de Paul Baquiast, Véronique Beaufour et Christophe Bouquerel. Lycée Rabelais/Anciens du collège-lycée Rabelais/Les amis de Meudon, 2018.
- Lamba et poussière - Poèmes, (Alain Rajaonarison), préface, L'Harmattan, 2018.
- L'Ecole à distance, journal de bord du lycée Santos-Dumont au temps du confinement et du déconfinement, 16 mars 2020-7 juillet 2020. Paul Baquiast/Kindle Direct Publishing, 2020.
- Emmanuel Arago ou le roman de la République, avec Bertrand Sabot, préface d'Eric Anceau  Éditions du Félin, 2021
- Notre fraternité est scellée à jamais par des liens sacrés, correspondance d'Emmanuel Arago et George Sand, édition critique établie et présentée par Paul Baquiast et Bertrand Sabot, préface de Thierry Bodin, Éditions Le Passeur, novembre 2022.
- Capacitation - Poèmes, (Sylvain Martinet), préface,  Sylvain martinet/Kindle Direct Publishing, 2022.
- Introspection, ou la nuit noire de l'âme - Poèmes, (Sylvain Martinet), préface,  Sylvain martinet/Kindle Direct Publishing, 2023.
- Préparation au 60e anniversaire du lycée Richelieu, documents (divers et non exhaustifs) pour servir à l'histoire du lycée Richelieu, Lycée Richelieu, 2024.
- Vivre et penser l'École, écrits divers d'un ancien élève devenu praticien et historien de l'École, Paul Baquiast, 2024.
- Jules Ferry, Éditions Ellipses, collection Biographies et Mythes historiques, août 2024